# Водительское удостоверение в Азербайджане

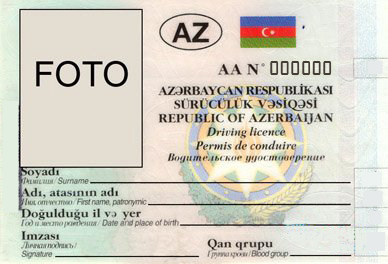
Лицевая сторона удостоверения

Водительское удостоверение (водительские права) в Азербайджане — это документ, подтверждающий право на управление соответствующими категориями транспортных средств на территории Азербайджанской Республики. Выдаётся физическим лицам достигшим необходимого минимального возраста, пригодным в отношении здоровья, знающим правила дорожного движения Азербайджанской Республики. Право на управление транспортными средствами может быть ограничено в случае истечения срока действия водительского удостоверения, нарушения правил дорожного движения, установления болезней или физических дефектов.
6 мая 2016 года Президент Азербайджана Ильхам Алиев утвердил Соглашение между Правительством Азербайджанской Республики и Правительством Турецкой Республики о взаимном признании водительских прав. Президент Турции Реджеп Тайип Эрдоган утвердил Соглашение в 2020 году.

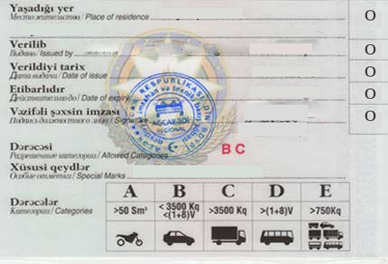
Обратная сторона удостоверения

## Минимальный возраст
Право на управление транспортными средствами на азербайджанских дорогах предоставляется в зависимости от вида транспортного средства:
1. велосипед — с 14 лет;
2. мопед и мотоцикл — с 16 лет;
3. автомобиль, не более с 8 сидениями — с 18 лет;
4. автомобиль, более с 8 сидениями (для военнослужащих) — с 19 лет;
5. трамвай — с 20 лет;
6. троллейбус — с 21 года;
7. автомобиль, более с 8 сидениями — с 21 года[4].

## Виды водительских удостоверений
В Азербайджанской Республике водительские удостоверения различаются в зависимости от типа механических транспортных средств:
- для управления мотоциклов, автомобилей, трамваев и троллейбусов;
- для управления тракторов и др.механических транспортных средств.

## Содержание
В каждом водительском удостоверении независимо от вида указываются следующие сведения:
- фамилия, имя, отчество;
- дата и место рождения;
- место жительства;
- название органа, выдавшего документ;
- номер документа;
- дата и место выдачи документа;
- дата окончания срока документа;
- подпись, штамп или печать органа, выдавшего документ;
- группа крови;
- подпись владельца;
- категория транспортных средств, на которые распространяется действие удостоверения.

## Категории транспортных средств
- «А» — управление мотоциклами;
- «В» — управление автомобилями, не отнесёнными к категории «А», с разрешённой максимальной массой не более 3500 кг, количеством сидений, кроме водительского сиденья, не более 8;
- «С» — управление автомобилями, не отнесёнными к категории «Д», с разрешённой максимальной массой более 3500 кг;
- «Д» — управление автомобилями, предназначенными для пассажирских перевозок, с количеством сидений, кроме водительского сиденья, более 8;
- «Е» — управление транспортными средствами, прицепы которых отнесены к категориям «В», «С» или «Д», но составы неполностью входят в эти категории или одну из них;
- «Трамвай» — управление трамваями;
- «Троллейбус» — управление троллейбусами.

## Срок действия удостоверения
- для лиц до 60 лет — 10 лет;
- для лиц в возрасте 60 лет и более — срок, оставшийся до исполнения 70 лет;
- для лиц в возрасте 70 лет и более — 2 года;
- для лиц, имеющих болезни, ограничивающие состояние здоровья — срок, указанный в представленной медицинской справке, но не более 2-х лет.

## Выдача удостоверений
В соответствии с надлежащим законом лицо, желающее получить водительское удостоверение обязано пройти подготовку водителей транспортных средств соответствующих категорий; сдать теоретический экзамен по правилам дорожного движения; сдать практический экзамен по навыкам управления транспортными средствами и внести государственную пошлину, установленные законом.

### Замена удостоверений
Замена существующего водительского удостоверения осуществляется по причине истечения срока действий, изменения фамилии, имени или отчества владельца, непригодного состояния удостоверения и утери удостоверения.